# Obrzycko (gromada)
Obrzycko – dawna gromada, czyli najmniejsza jednostka podziału terytorialnego Polskiej Rzeczypospolitej Ludowej w latach 1954-1972.
Gromady, z gromadzkimi radami narodowymi (GRN) jako organami władzy najniższego stopnia na wsi, funkcjonowały od reformy reorganizującej administrację wiejską przeprowadzonej jesienią 1954 do momentu ich zniesienia z dniem 1 stycznia 1973, tym samym wypierając organizację gminną w latach 1954-1972.
Gromadę Obrzycko z siedzibą GRN w Obrzycku (wówczas wsi) utworzono – jako jedną z 8759 gromad na obszarze Polski – w powiecie szamotulskim w woj. poznańskim, na mocy uchwały nr 35/54 WRN w Poznaniu z dnia 5 października 1954. W skład jednostki weszły obszary dotychczasowych gromad Kobylniki, Obrzycko i Słopanowo oraz miejscowość Daniele (163,40 ha) z dotychczasowej gromady Zielonagóra ze zniesionej gminy Obrzycko, obszar dotychczasowej gromady Koźmin ze zniesionej gminy Wronki oraz miejscowość Mędzisko (609,53 ha) z dotychczasowej gromady Piotrkówko ze zniesionej gminy Szamotuły w powiecie szamotulskim, a także obszar dotychczasowej gromady Jaryszewo ze zniesionej gminy Oborniki-Południe w powiecie obornickim  w tymże województwie. Dla gromady ustalono 27 członków gromadzkiej rady narodowej.
1 stycznia 1958 do gromady Obrzycko włączono obszar zniesionej gromady Zielonagóra w tymże powiecie.
1 stycznia 1962 do gromady Obrzycko włączono obszar zniesionej gromady Gaj Mały w tymże powiecie.
Gromada przetrwała do końca 1972 roku, czyli do kolejnej reformy gminnej. 1 stycznia 1973 w powiecie szamotulskim reaktywowano gminę Obrzycko.